# Paravitex
Paravitex là một chi thực vật có hoa trong họ Hoa môi (Lamiaceae).

## Loài
Chi Paravitex gồm các loài: